# 切尔纳夫卡农村居民点
切尔纳夫卡农村居民点（俄语：Чернавское сельское поселение）是俄罗斯联邦沃罗涅日州帕尼诺区所属的一个农村居民点。其下辖有5个居民点，行政中心为切尔纳夫卡。据2016年统计，该农村居民点的人口为685人。